# Auguste Bluysen

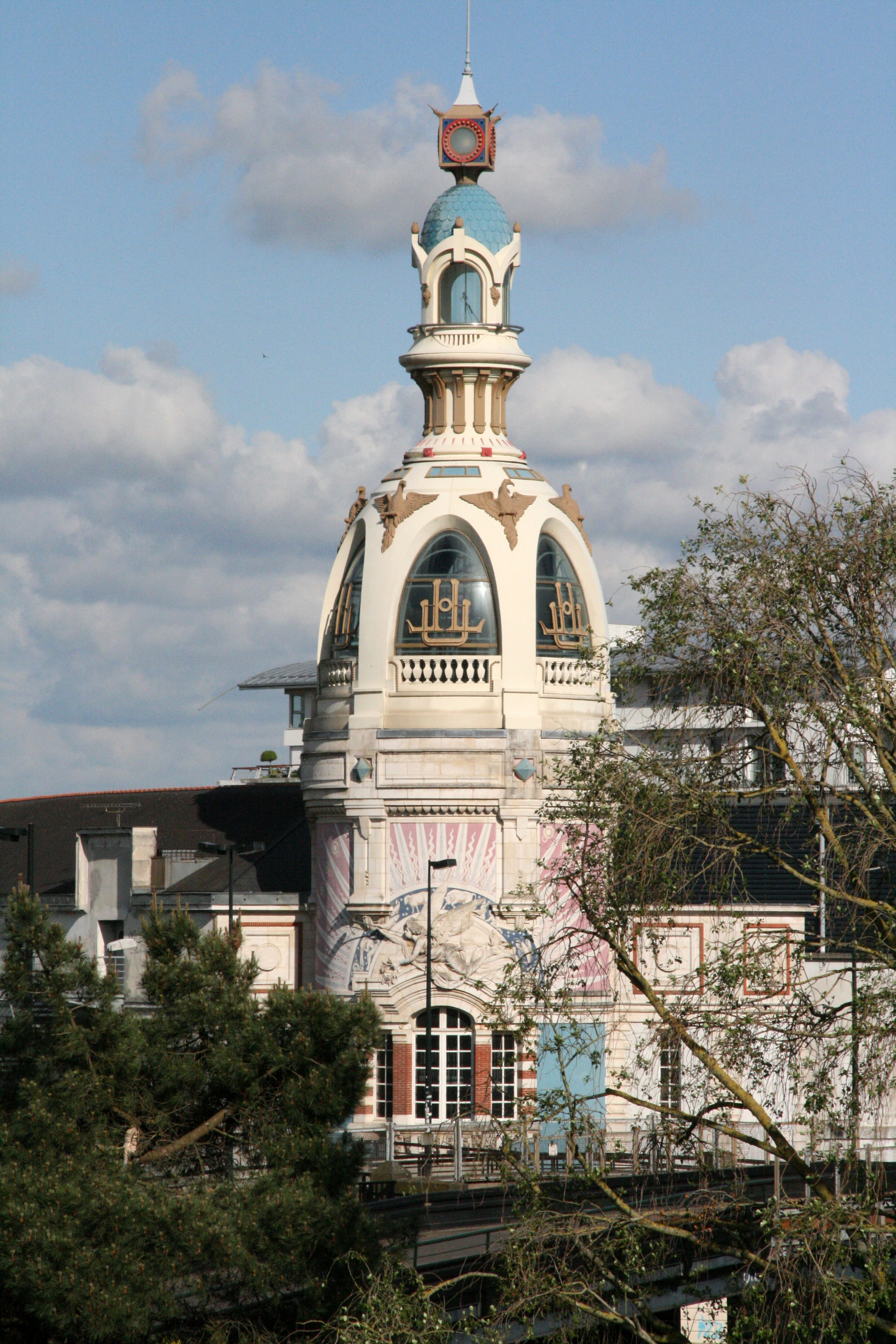
Tour LU

Auguste Marie Joseph Bluysen (7. června 1868, Corbeil-Essonnes – 1952, Louveciennes) byl francouzský architekt období secese.

## Životopis
V roce 1897 obdržel diplom na École des Beaux-Arts a začal pracovat jako architekt koloniálního ministerstva a ředitelství francouzských pošt a telegrafů. Pro Lefèvre-Utile vyprojektoval pavilon na Světovou výstavu v roce 1900 a později i dvě tovární věže v Nantes. Byl známý projekty kin, divadel a lázní.

## Dílo (výběr)
- Tour LU v Nantes (1909)
- kasino v Granville (1911)
- vila Les Abeilles v Deauville (1910), letní sídlo André Citroëna
- Casino de la Forêt v Le Touquet-Paris-Plage
- Théâtre Daunou v Paříži (1919)
- Théâtre de la Michodière v Paříži (1925)
- Casino du Lac v Bagnoles-de-l'Orne (1927)
- Pavillon des Fleurs v Bagnoles-de-l'Orne (1927)
- Pavillon de la Grande Source v Vittelu (1929-1930)
- kino Le Grand Rex (1932), spolutvůrce John Eberson
- kasino ve Vittelu (1934-1937)